# Meera Nanda
Meera Nanda (* 1954) ist eine indische Biologin und Wissenschaftsphilosophin. Sie ist derzeit am Trinity College in Hartford, Connecticut tätig.

## Leben
Nanda studierte Mikrobiologie an der University of the Punjab (M.Sc., 1978). Sie wurde 1983 am Indian Institute of Technology mit einer Arbeit zur Biosynthese von Cellulase bei Trichoderma reesei in Neu-Delhi promoviert. Von 1982 bis 1985 arbeitete sie für die Tageszeitung The Indian Express in Neu-Delhi als Wissenschaftsjournalistin, danach einige Jahre als Projektleiterin und Herausgeberin für die International Alliance for Sustainable Agriculture in Minneapolis. 1990 bis 1992 schrieb sie für die Daily Gazette in Schenectady. 1993 ging sie an das Rensselaer Polytechnic Institute, wo sie 2000 einen Ph.D. in Wissenschaftsforschung erhielt. Es folgten Forschungsaufenthalte an der Columbia University, am American Council of Learned Societies und bei der John Templeton Foundation.
Nanda ist Autorin zahlreicher Artikel in Fachzeitschriften sowie einiger Monographien. Sie schreibt regelmäßig Beiträge für The Frontline und The Hindu.
In ihrem Buch Prophets Facing Backward (2003) argumentiert Nanda, die postmoderne Linke habe zu einem Erstarken des Hinduistischen Nationalismus geführt. Dies liege daran, dass dem hinduistischen Überlegenheitsdenken die postmoderne Annahme zugrunde liege, dass jede Gesellschaft über ihre eigenen Konzepte der Vernunft, Logik, und Wahrheit verfüge, wodurch Nationalisten die moderne Wissenschaft durch mystische und obskure Elemente des Hinduismus ersetzen konnten. Das Buch wurde 2007 mit dem Hiralal Gupta Award des Indian History Congress ausgezeichnet. Dan Dennett nannte es „mutig und wichtig“.

## Schriften (Auswahl)
- Prophets Facing Backward. Postmodern Critiques of Science and Hindu Nationalism in India. Rutgers University Press, New Brunswick 2003, ISBN 0-8135-3358-9.
- Breaking the Spell of Dharma and Other Essays. Three Essay Press, New Delhi 2003, ISBN 81-88394-09-2.
- The Wrongs of the Religious Right. Reflections on Science, Secularism and Hindutva. Three Essays Collectives, New Delhi 2005, ISBN 81-88789-31-3.
- God Market. How Globalization Is Making India More Hindu. Random House Publishers, Noida 2009, ISBN 978-81-8400-095-5.